# Marmarina maculosa
Marmarina maculosa är en skalbaggsart som beskrevs av Olivier 1789. Marmarina maculosa ingår i släktet Marmarina och familjen Cetoniidae.

## Underarter
Arten delas in i följande underarter:
- M. m. insculpta
- M. m. nigrorubra